# Ixión

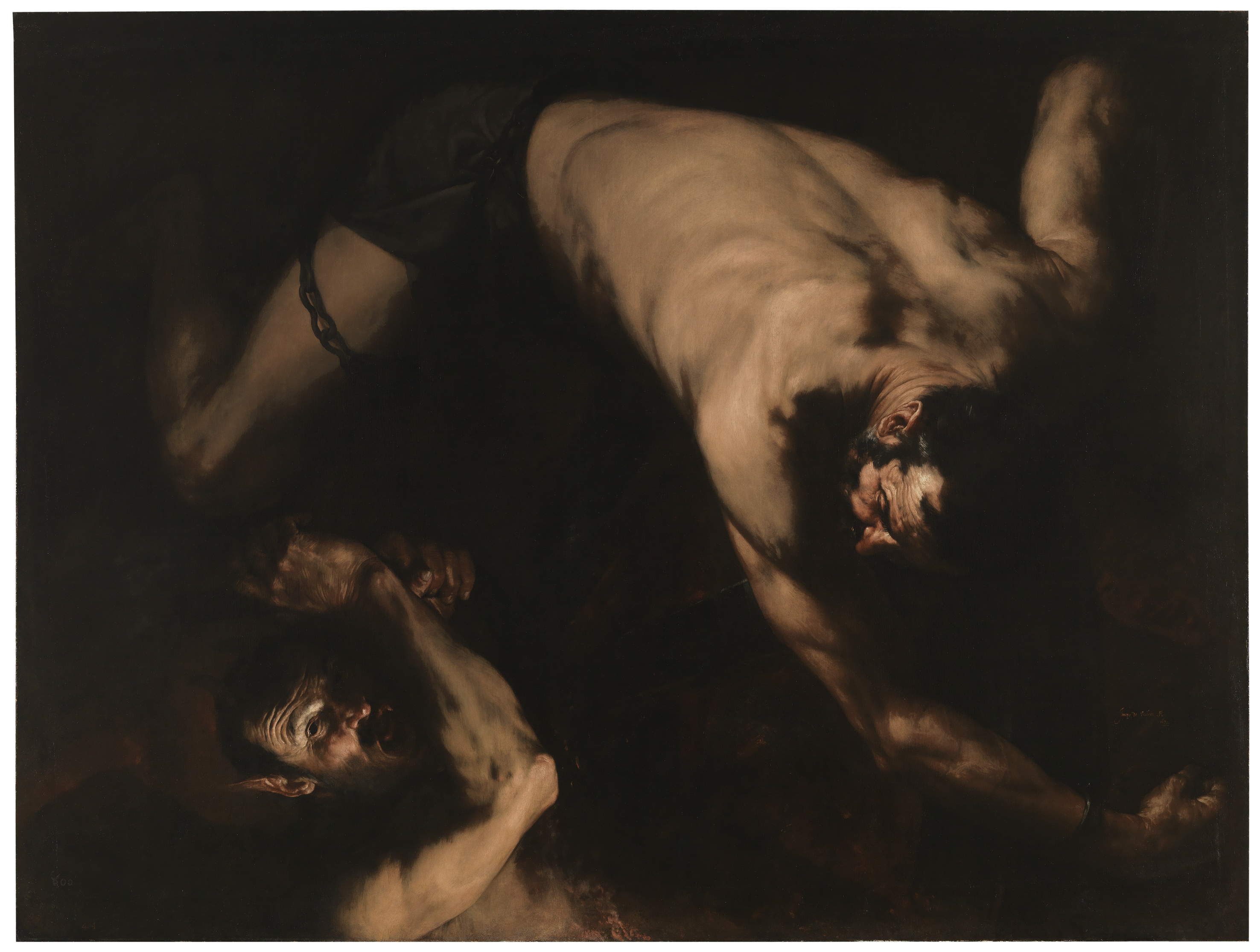
Ixión, José Ribera, 1632

Ixión (řecky Ιξίων, latinsky Ixion) je v řecké mytologii synem lapithského krále Flegya.
Ixión se měl oženit s dívkou Diou a pozval jejího otce Éionea (zvaného též Déioneus), aby přišel na hostinu a pro bohaté svatební dary. Místo toho ale nastražil jámu s hromadou žhavého dřevěného uhlí. Budoucí tchán do ní spadl a uhořel. To vzbudilo odpor u nižších bohů, považovali to za odporný čin a odmítali ho očistit z viny. Jediný Zeus, nejvyšší bůh, ho očistil a dokonce ho pozval ke svému stolu.
Jenže Ixión byl ke všemu také nevděčník a prostopášník, usiloval při té příležitosti ještě o Diovu manželku Héru. Jenže Zeus ho prohlédl, z mraku ( Nefelé ) vytvořil podobu nepravé Héry a podnapilý Ixión se k ní opravdu nestoudně měl. Zeus ho přistihl při činu, nechal ho zbičovat. Poté ho svrhl do Tartaru, kde byl vpleten do kola, které se stále otáčí. Připojil se tak k známým podsvětním trpitelům – Sisyfovi a Tantalovi.
Nepravá oblačná Héra byla Nefelé, bohyně oblaků, matkou prvního Kentaura.Ixión se tak stal otcem prvního Kentaura.

## Odraz v umění
Malíř Tizian se nechal inspirovat tresty těchto bájných provinilců a v letech 1549-1550 vytvořil seriál obrazů, mezi nimi také Prométheovo utrpení, obrazy Prométheus, Sisyfos a Tantalos se zachovaly a jsou dnes v madridském Pradu, ale Ixión se v 17. století za neznámých okolností ztratil.